# Dobrica Ćosić
Dobrica Ćosić (srbsko Добрица Ћосић), srbski pisatelj, urednik in politik, * 29. december 1921, Velika Drenova pri Kruševcu, Kraljevina SHS, † 18. maj 2014, Beograd, Srbija.
Dobrica Ćosić se je uveljavil kot politični delavec (partijski ilegalec, komisar rasinskega partizanskega odreda, mladinski funkcionar in poslanec). Leta 1968 se je zaradi nacionalnega vprašanja razšel s politiko ZKJ.
Ćosić v svojih romanih, predvsem v tetralogiji Čas smrti (Vreme smrti, 1972-1976) obravnava teme iz srbske zgodovine med prvo svetovno vojno (v slovenščino prevedel Peter Levec; Cankarjeva založba, 1980). Znan je tudi po romanu Daleč je sonce (Daleko je sunce, 1951), ki je ena najlepših etičnih pesnitev, v kateri prikazuje vojne dogodke in usode ljudi. Ćosić je svoje odlike še stopnjeval s smislom za pristnost, razgibanost in aktualnost v naslednjih pripovednih delih Korenine (Koreni, 1954) in Ločitve (Deobe, 1961). Ločitve so obsežno delo v treh delih, ki sodijo med najpomembnejše stvaritve sodobne srbske književnosti.
Ćosić je bil eden vidnejših zagovornikov velikosrbskih stališč v 80. letih 20. stoletja in sooblikovalec nacionalističnega memoranduma SANU. Med letoma 1992 in 1993 je bil predsednik Zvezne republike Jugoslavije.